# بخش ویساکهاپتنام
بخش ویساکهاپتنام (به انگلیسی: Visakhapatnam district) یک بخش در هند است که در آندرا پرادش واقع شده‌است. بخش ویساکهاپتنام ۴٬۲۸۸٬۱۱۳ نفر جمعیت دارد.